# Kazimierz Kowalski
Kazimierz Kowalski (Łódź, 30 de julho de 1951 – 1 de agosto de 2021) foi um cantor (contrabaixo) e gerente de ópera polonês. Trabalhou no Teatr Wielki w Łodzi [pl]. Fundou um festival de ópera e opereta na cidade termal de Ciechocinek em 1998.
Kowalski morreu em 1 de agosto de 2021, dois dias após seu 70º aniversário.